# Miercurea Ciuc
Miercurea Ciuc (maďarsky Csíkszereda, německy Szeklerburg) je hlavní město rumunské župy Harghita, ležící v Sedmihradsku. Ve městě žije přibližně 34 tisíc obyvatel.

## Geografie
Miercurea Ciuc leží na východě župy, v údolí horního toku řeky Olt. Má nejchladnější klima z celé župy. Před rokem 1918 byla hlavním městem uherské župy Csík.
Současná župa byla ustanovena v roce 1968 a Miercurea Ciuc se stala jejím centrem, které tehdy bylo přebudováno ve stylu socialistického realismu. Město se mělo stát centrem Sékelské kultury. Patří k němu tři obce: 
- Ciba (srbsky Чиба, maďarsky Csiba)
- Harghita-Băi (srbsky Харгита Бај, maďarsky Hargitafürdő)
- Źigodin-Băi (srbsky Жигодин Бај, maďarsky Zsögödfürdő)

V roce 2001 zde byla zřízena univerzita, využívá majestátní budovu někdejšího gymnázia Árona Mártona od architekta Ignáce Alpára. Je to první, ač soukromá, maďarskojazyčná univerzita v Rumunsku. Má fakulty i ve městech Kluž a St. Gheorgiu. Od  jejího otevření počet studentů stále stoupá.
Město leží v nejchladnějších oblastech celého Rumunska, teploty tu dosahují i −30 °C, je proto vhodným místem pro zimní sporty.

## Historie
První opevněné sídlo zde vytvořili Dákové v době Římské říše, nazývalo se Oppidum Mercurium nebo Sicolsburgum a jeho valy se dochovaly v místní části Źigodin-Băi. Středověká vesnice vznikla při mariánském kostele pravděpodobně již v 15. století, ale písemně se připomíná až v privilegiu z 1. srpna 1556, jímž královna vdova Isabela Jagellonská, matka sedmihradského knížete Jana Zikmunda Zapolského, osvobodila obyvatele vesnice od určitých daní. V roce 1661 osmanské vojsko, které vedl Ali Paša z Témešváru, zpustošilo celou oblast Ciuce. V letech 1650, 1655, 1677 a 1707 se v obci konala shromáždění starostů celé župy.

## Pamětihodnosti

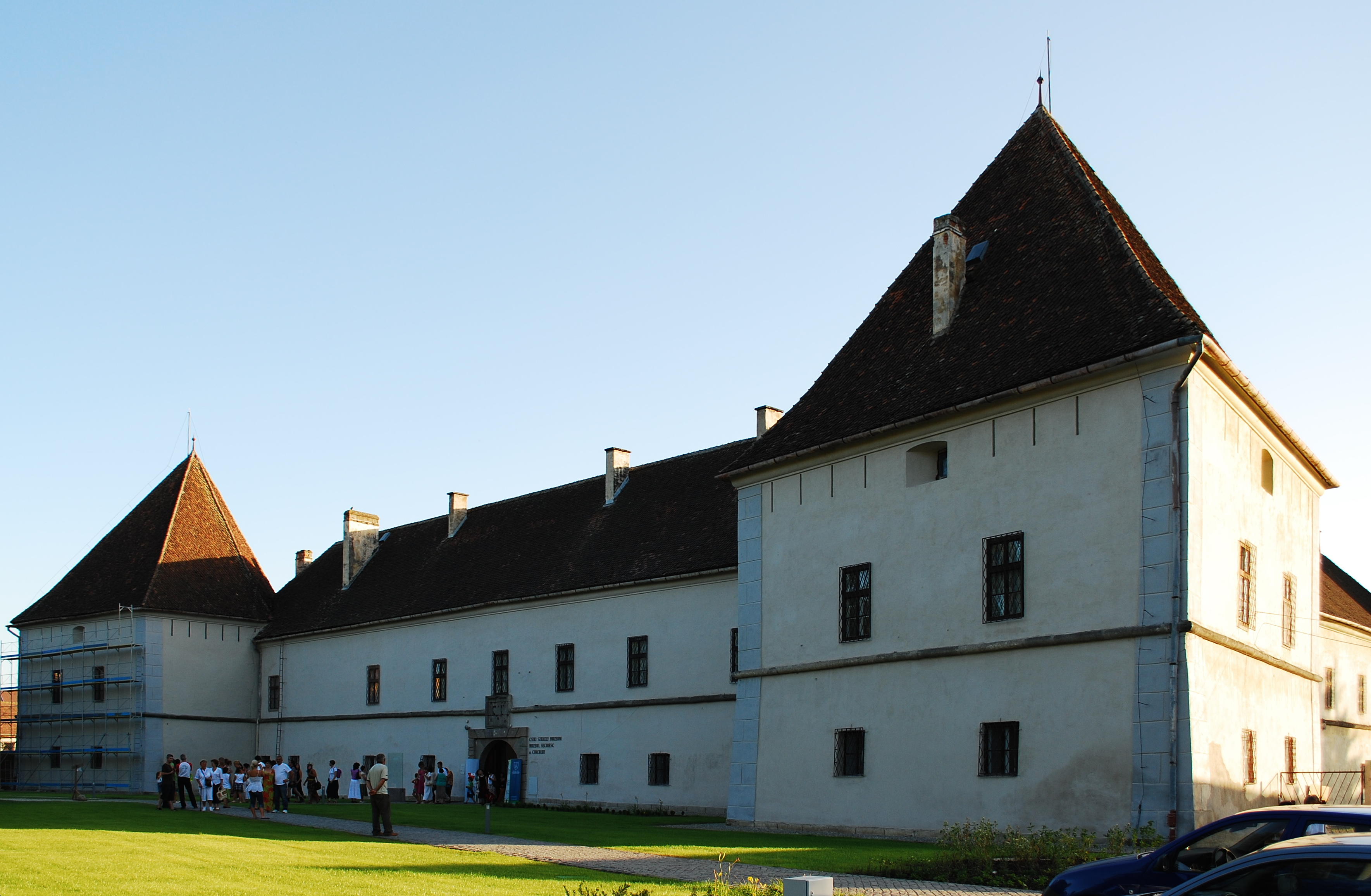
Hrad Miko

- Hrad Mikó (Mikův hrad) – leží v centru města. Byl postaven v první třetině  17. století ve slohu pozdní renesance na obranu proti Turkům. Byl vybudován na příkaz Ference Mika Hídvégiho (asi 1585–1635), osobního rádce Gábora Betheléna, tehdejšího správce Sedmihradska. Přestože byl v roce 1661 z velké části poničen při tatarském vpádu, v 18. století byl zrekonstruován a využíván jako kasárna; dnes je v  něm Sékelské muzeum.
- Poutní bazilika Panny Marie – dominanta staré části města; byla založena jako pozdně gotická stavba františkány roku 1442, nynější stavba je třetí na tomto místě; stávající kostel v pozdně barokním slohu byl postaven podle projektu arch. Konstantina Schmidta v letech 1804–1830 při barokním klášteře františkánů.[2]. Dekretem papeže Pia XII. z 23. ledna 1948 byla prohlášena za Baziliku minor; 1. června 2019 chrám naštívil papež František[3]
- Kostel milénia – moderní římskokatolický chrám, postavený k miléniu příchodu Maďarů (896–1896)
- Kostel rumunské ortodoxní církve
- Univerzita Sapientia – sídlí jednak v budově někdejšího gymnázia Árona Mártona od architekta Ignáce Alpára (1909–1911), a dále v objektu bývalého socialistického hotelu.
- Radnice – novostavba z roku 1896–1897
- Skanzen lidové architektury Sedmihradska z období Uherského království.

## Galerie

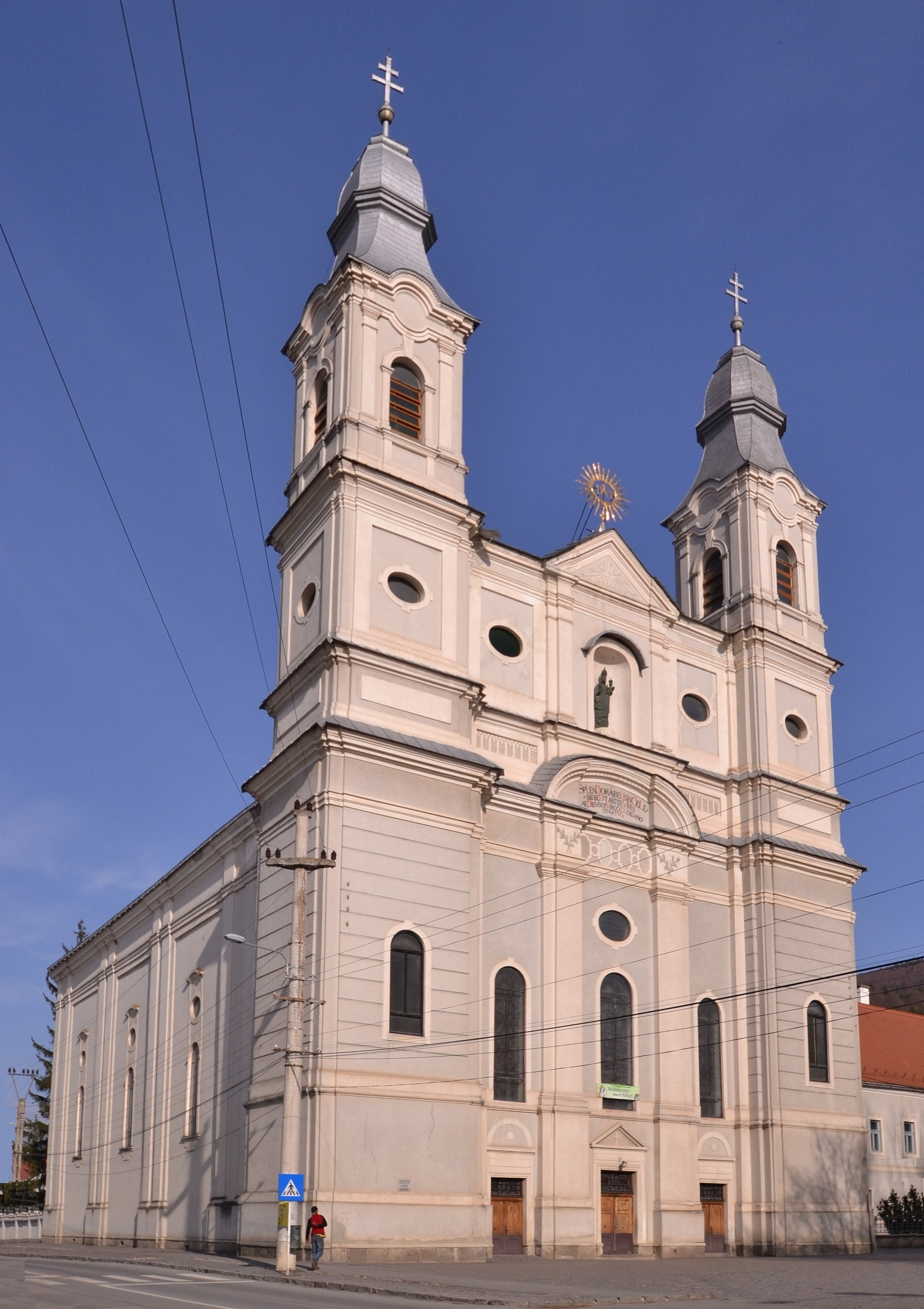
Poutní kostel P. Marie
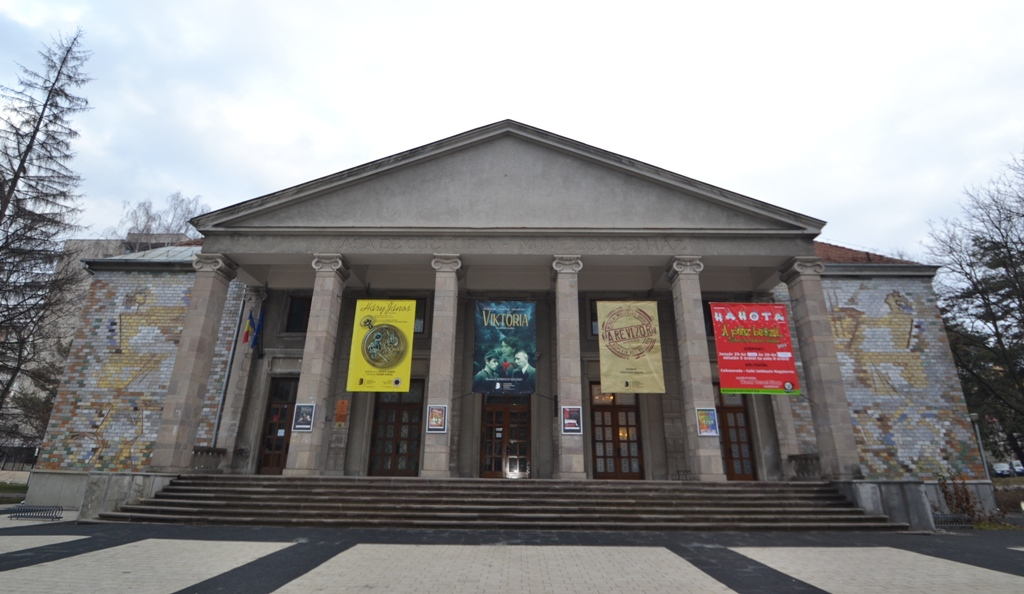
Divadlo
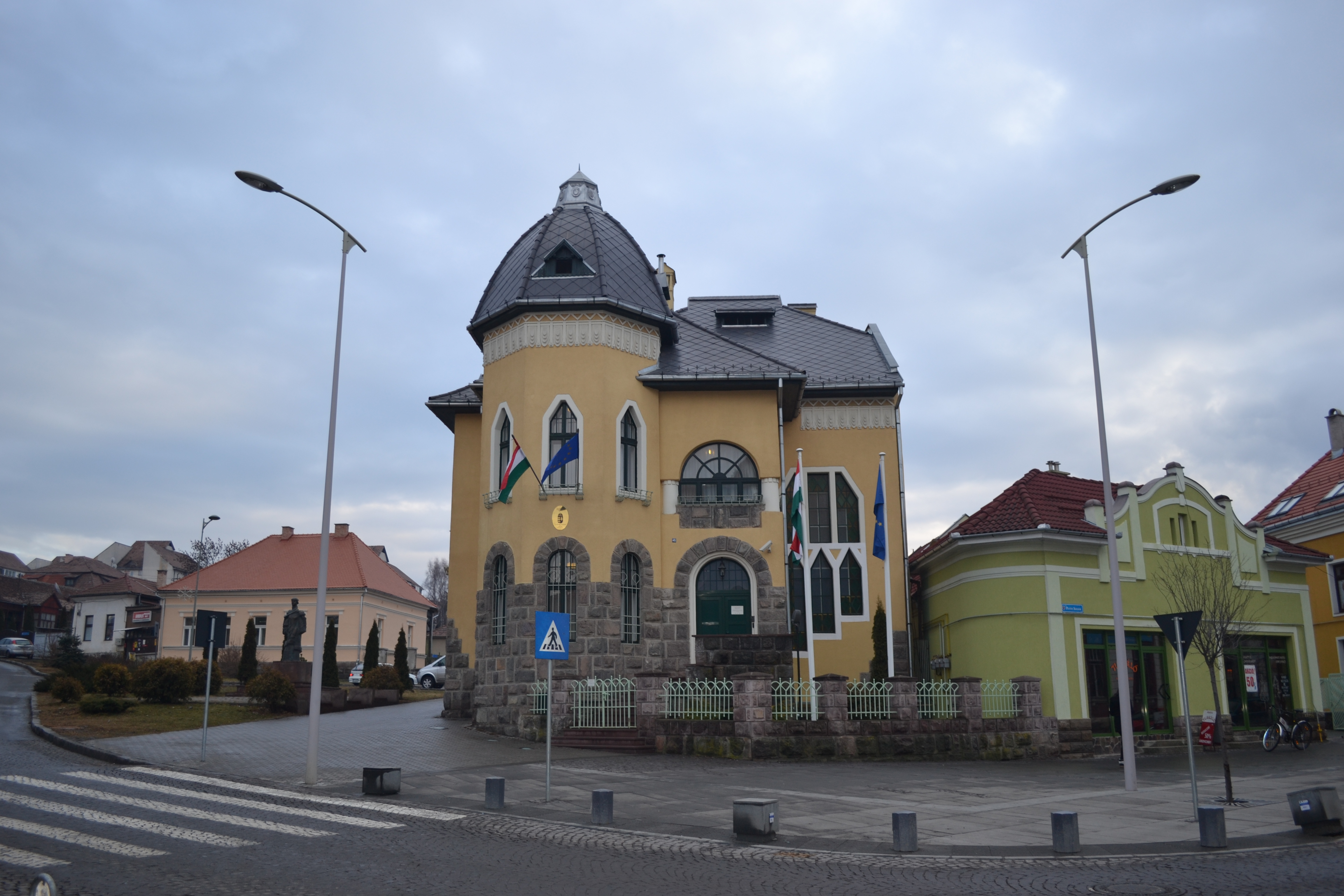
Maďarský konzulát
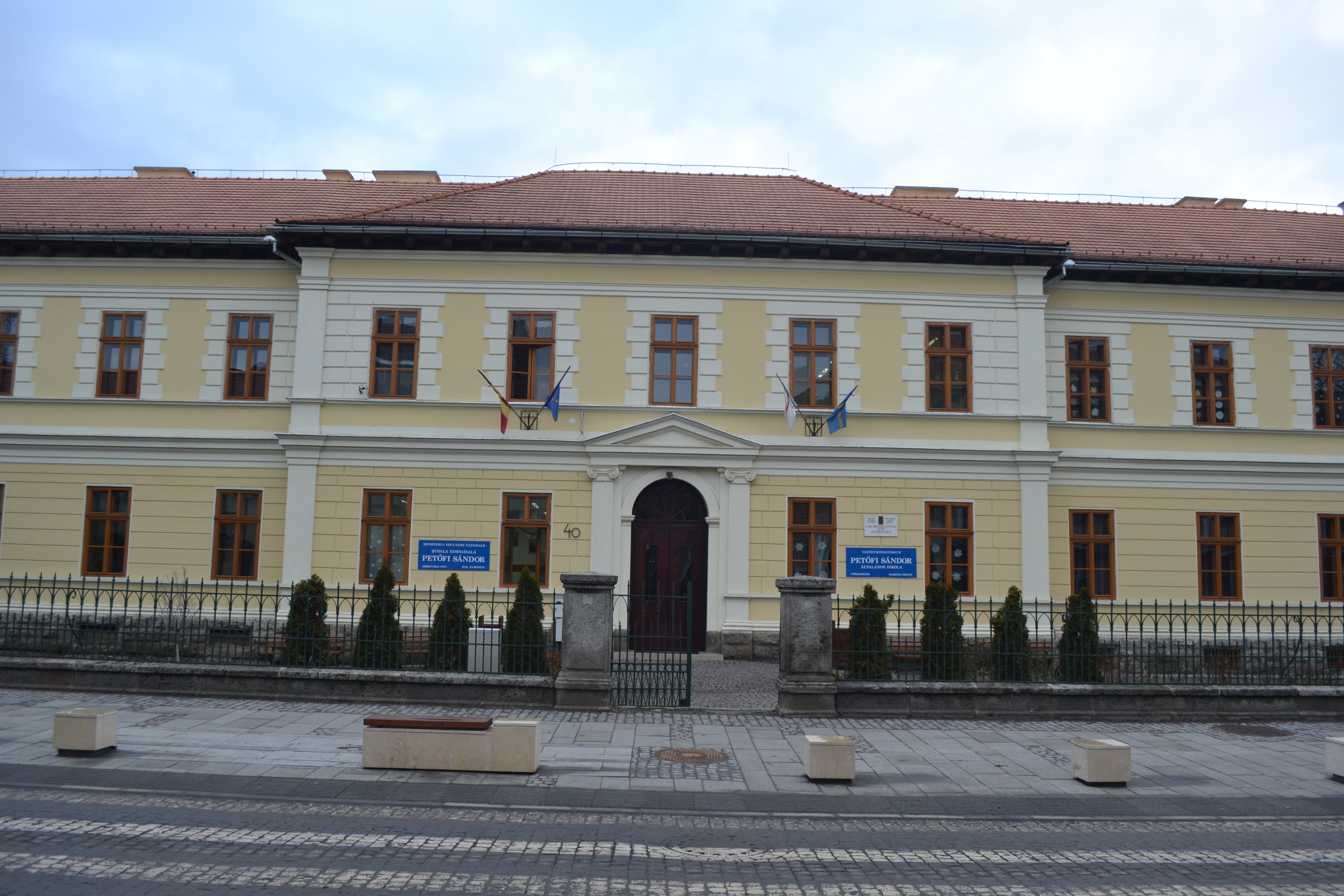
Škola Sándora Petőfiho
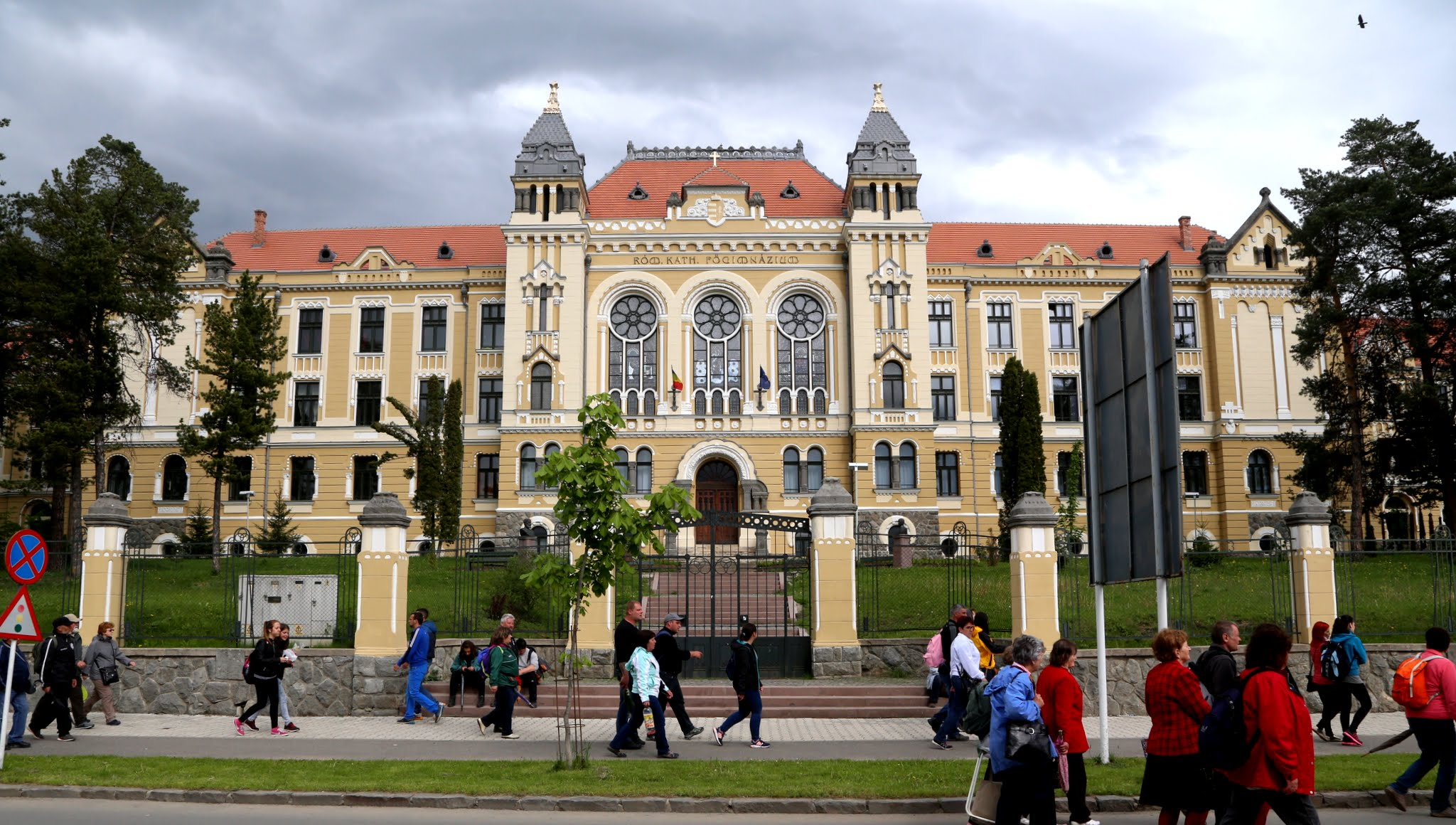
Univerzita (dříve gymnázium)
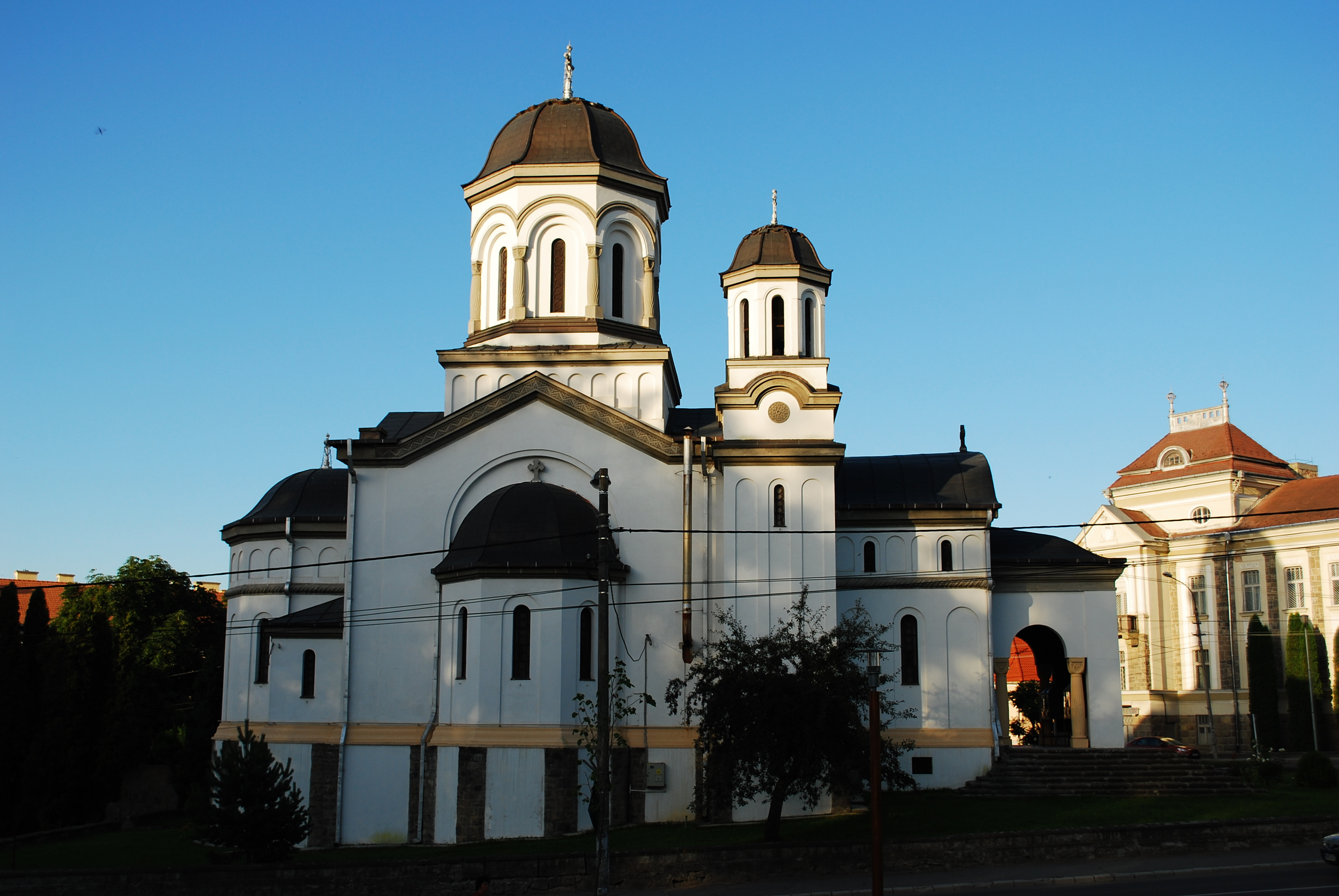
Ortodoxní kostel
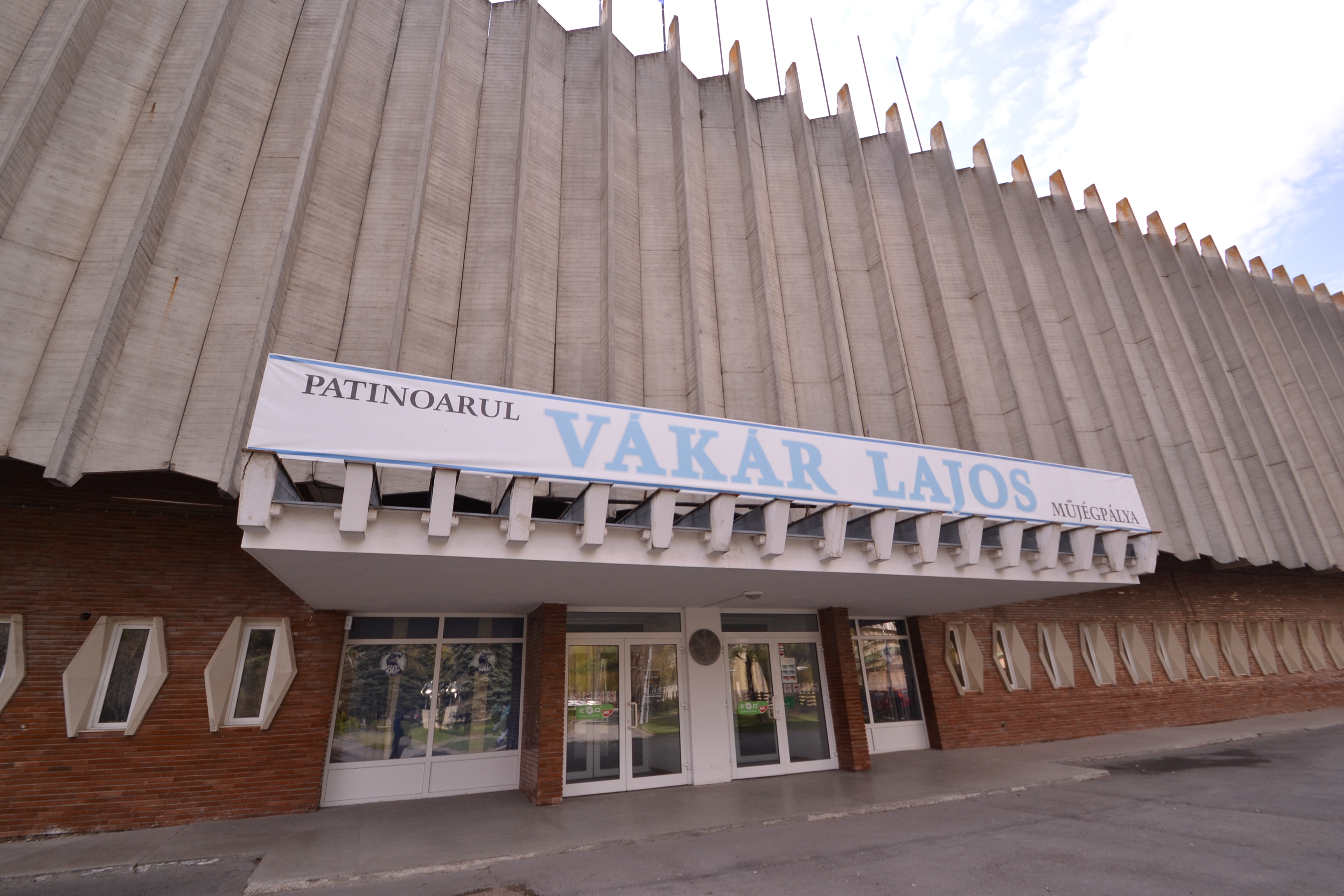
Zimní stadion
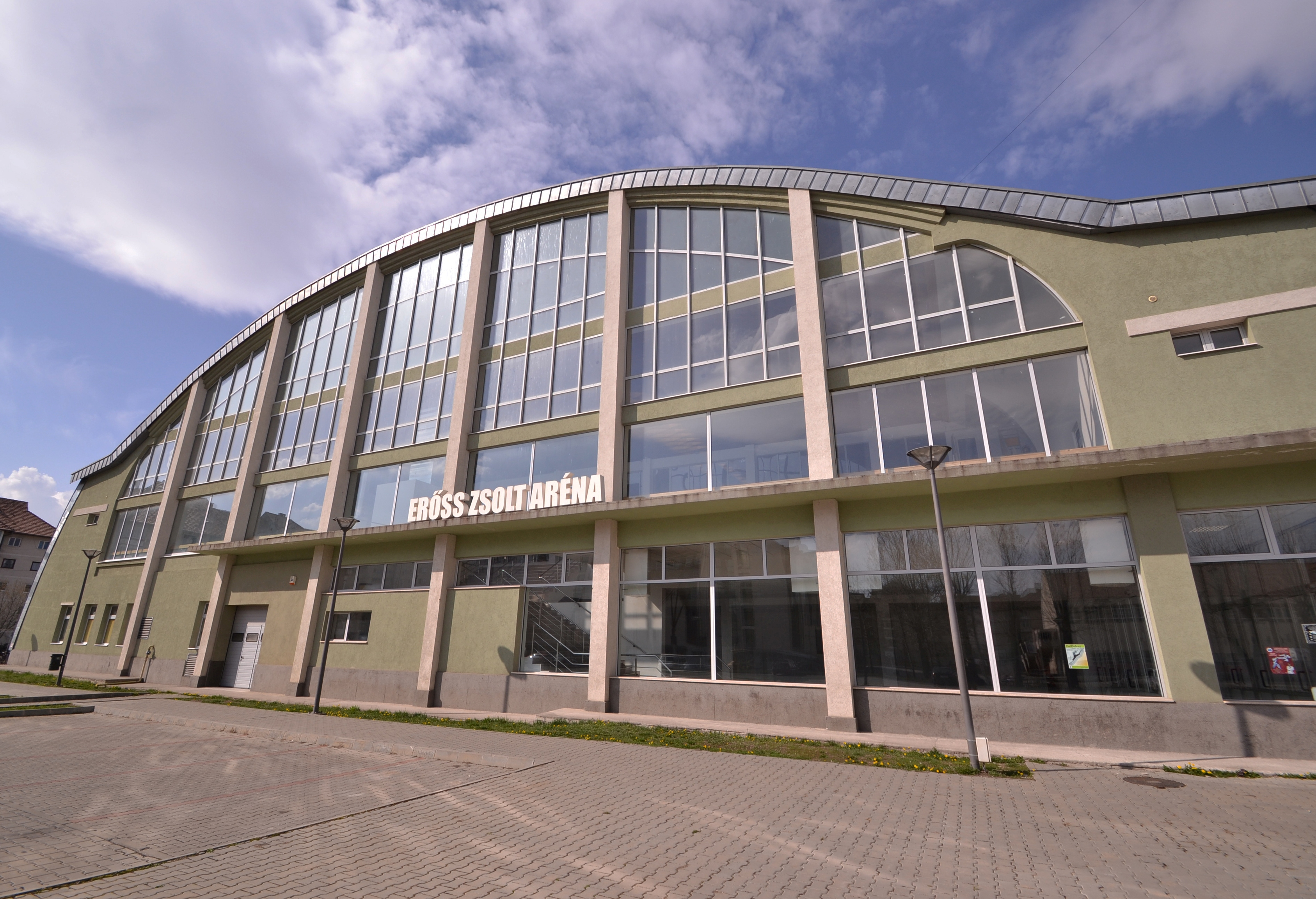
Sportovní aréna
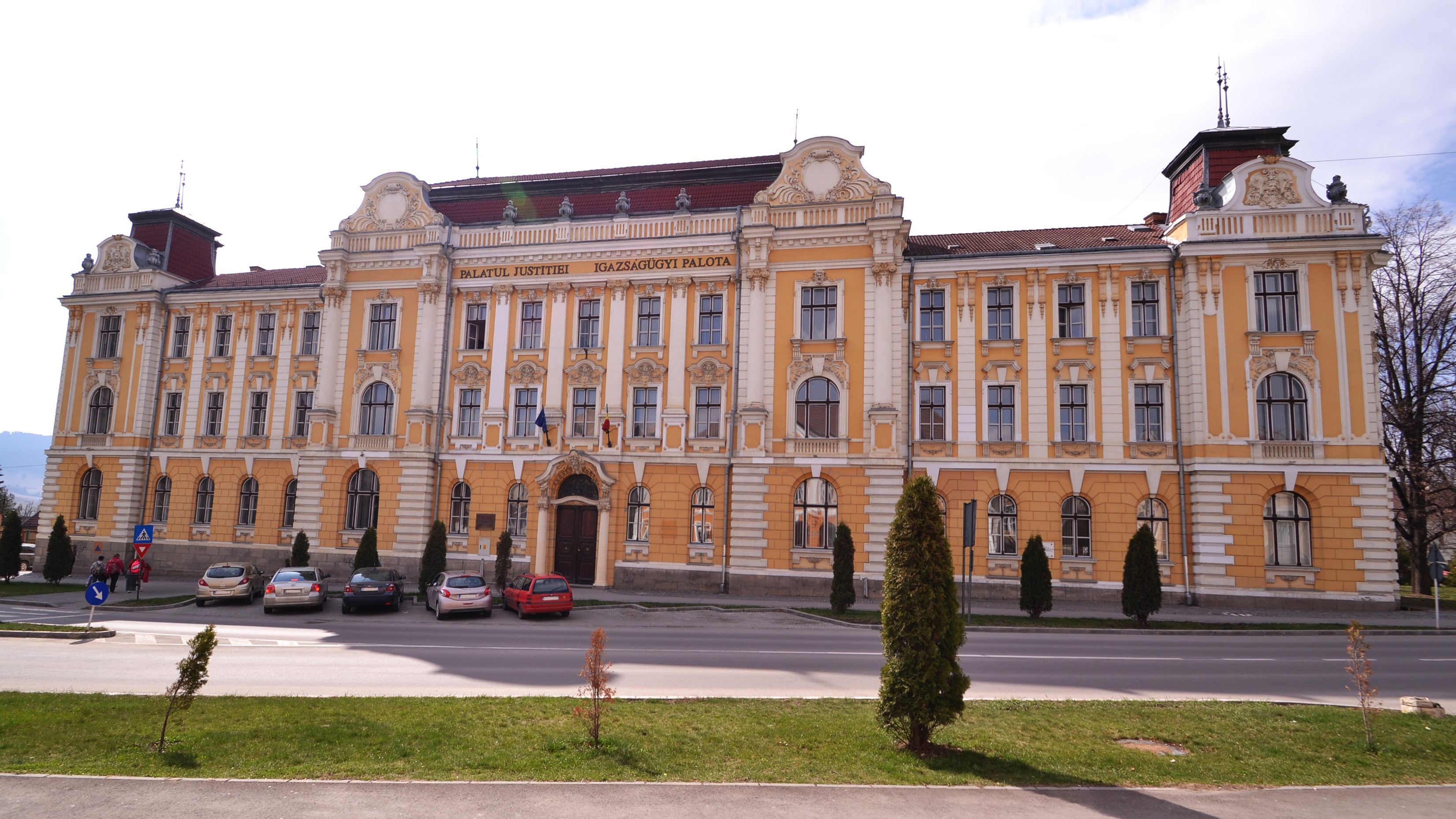
Justiční palác
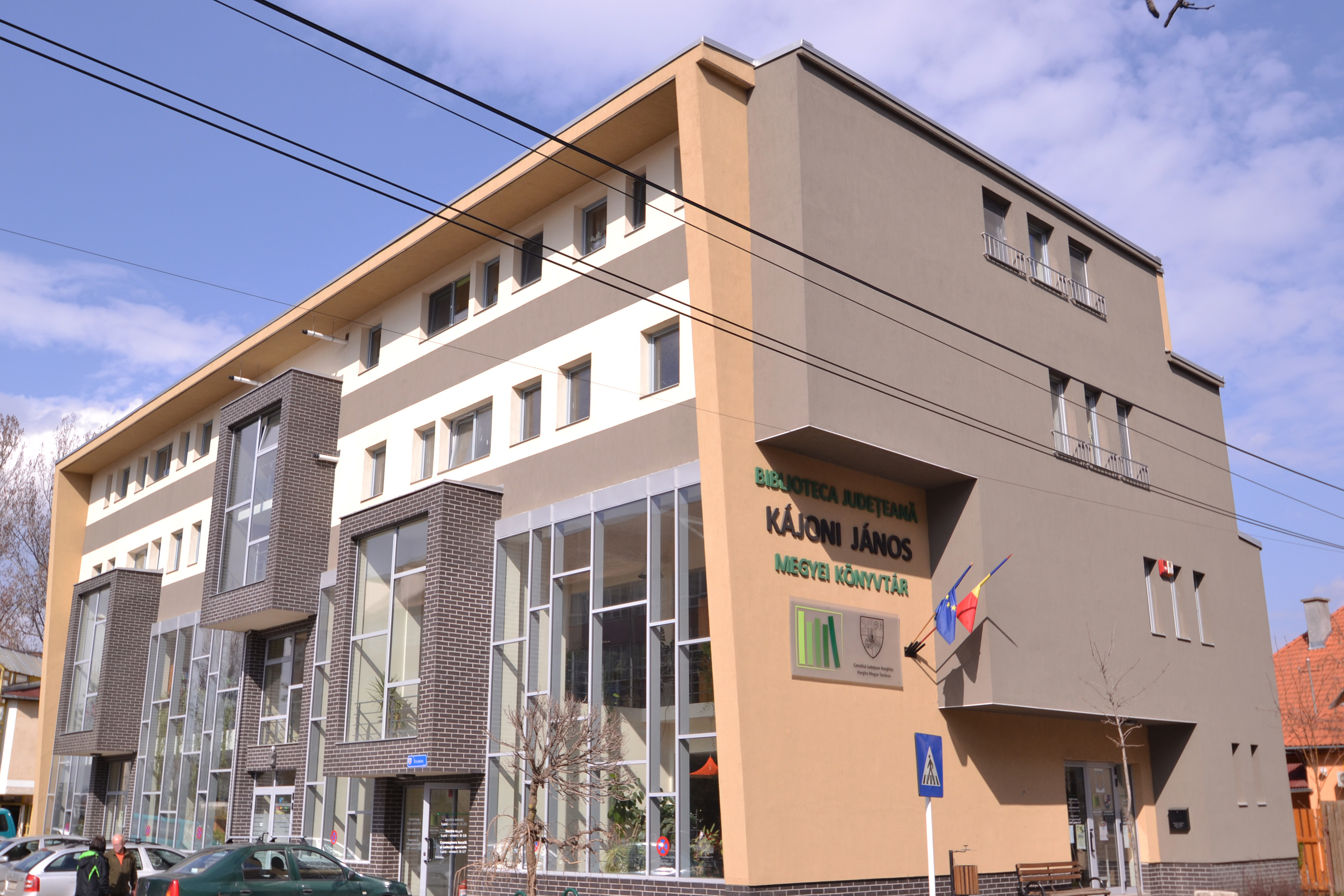
Knihovna
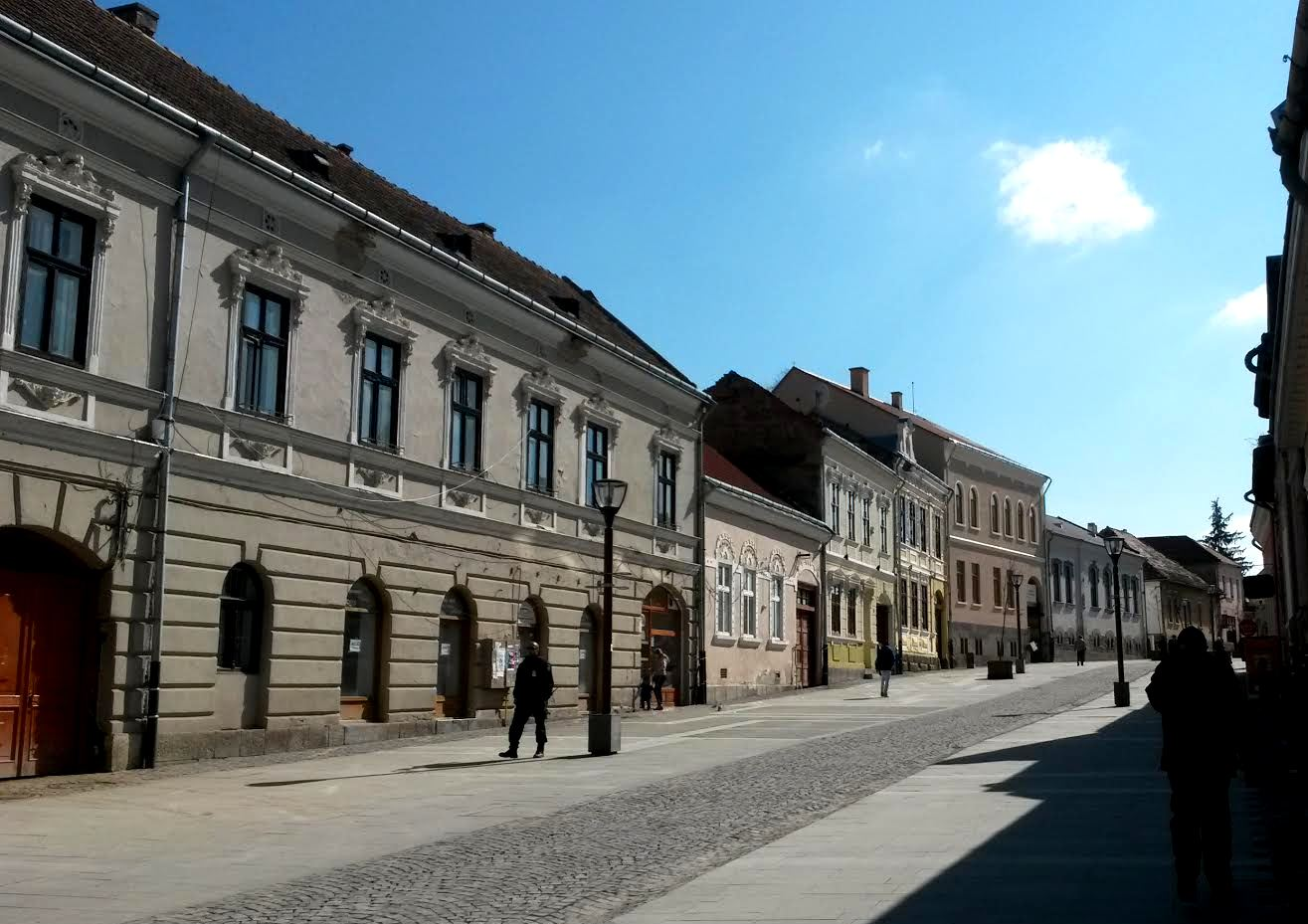
Petőfiho ulice